# Antonio Almela Samper
Antonio Almela Samper (Valencia, 23 de julio de 1903 - 4 de diciembre de 1987) fue un ingeniero de minas español.

## Biografía
Ingeniero de minas (1927), trabajó en los Altos Hornos del Mediterráneo en Sagunto hasta 1935. Después fue paleontólogo en el Instituto Geológico y Minero de España con Julio Garrido Mareca. Catedrático de estratigrafía y paleontología de la Escuela Técnica Superior de Ingenieros de Minas de la Universidad Politécnica de Madrid. De 1958 a 1965 fue director del Instituto Geológico y Minero de España. También fue consejero del Patronato Diego de Saavedra Fajardo, del CSIC y vocal de la Junta de Energía Nuclear. 
En 1964 fue nombrado académico correspondiente de la Real Academia de Ciencias y Artes de Barcelona y en 1965 fue nombrado académico de la Real Academia de Ciencias Exactas, Físicas y Naturales, tomando posesión en marzo de 1967 con el discurso Tectónica pirenaica.
En 1962 fue nombrado doctor honoris causa por la Universidad de Dijon, fue miembro de la Sociedad Geológica de Estados Unidos y de las Sociedades Geológicas de Francia y Bélgica, y poseía la gran cruz del del Mérito Militar y la Orden Civil de Alfonso X el Sabio . 

## Obras[3]
- Delimitación del Carbonífero de la zona Robla-Vegarienza, León, Boletín del Instituto Geológico y Minero de España. - t. LXIII (1951)
- La terminación meridional del Eoceno Catalan (1952)